# 빌리 밀스
윌리엄 머빈 ("빌리") 밀스(William Mervin ("Billy") Mills, 1938년 6월 30일 ~ )는 미국의 육상 선수로 1964년 도쿄 올림픽 10,000m 금메달리스트이다.
오글랄라 라코타족 인디언의 일부로 "마카타 타카 헬라"("나라 사랑"을 의미)라는 본명으로 사우스다코타주 파인리지의 보호 구역에서 태어나 자라왔다.
캔자스 대학교를 졸업한 후, 미국 해병대의 중위로 복무하고 1964년 해병대를 대표하였다.
도쿄에서 미국인 최초로 올림픽 10,000m를 우승한 선수가 되어 주요 전복들 중의 하나를 일으켰다. 그는 또한 마라톤에서 14위를 하기도 하였다.
1965년 AAU 선수권에서 6 마일 세계 기록을 세우고, 시즌 후반에 서독에 대항하는 이중 대회에서 10,000m 국내 기록을 세웠다.
그는 후에 인디언 정세에 활동하게 되었다. 1983년 영화 《러닝 브레이브》는 그의 전기를 다루었다.
미국 육상 명예의 전당, 캔자스 육상 명예의 전당, 미국 올림픽 육상 명예의 전당과 아메리카 인디언 육상 명예의 전당에 헌액되었다.

## 같이 보기
- 짐 소프